# Radcliffe on Trent
Radcliffe on Trent is een civil parish in het bestuurlijke gebied Rushcliffe, in het Engelse graafschap Nottinghamshire met 8205 inwoners.